# Nishkramana
Le Nishkramana (sanskrit: Niṣkramaṇa, निष्क्रमण) est la cérémonie de l'hindouisme qui se fête lorsque le nouveau-né découvre la lumière du jour. Cette étape dans la vie du nourrisson est un samskara: un sacrement, un rite de cette foi. Il suit le baptême; ce dernier est réalisé dans le mois de la naissance du bébé, alors que le nishkramana est effectué entre le deuxième et quatrième mois après la naissance. Pour le fidèle, il s'agit d'invoquer les dieux afin de protéger la vie du nouveau-né tout au long de son existence face aux dangers et malheurs qui guettent tout un chacun. Mis au soleil, le bébé est arrosé de grains de riz. Prières et offrandes aux dieux sont données en ce jour spécial.